# Stadler József
Stadler József (Akasztó, 1951. január 2. – Dunaújváros, 2017. november 21.) magyar vállalkozó, üzletember, a Stadler FC labdarúgócsapat névadó tulajdonosa.

## Életpályája
Stadler József egy Akasztóhoz közeli tanyán született. Miután kétéves katonai szolgálata letelt, itt dolgozott juhászként. Az üzleti életbe mindenféle előképzettség nélkül vágott bele 1991-ben, amikor sörösüvegek felvásárlásával, és – kihasználva, hogy a betéti díjak központilag emelkedtek – emelt áron való eladásával hamar milliomos lett. 1993-ban az élelmiszer-iparban is próbálkozott, Oroszországba szállított a hazai piacon feleslegesnek, vagy éppen értékesíthetetlennek talált árucikkeket.
1993-ban a Kiskőrösi Petőfi LC csapatát vásárolta fel és miután jelentős összeggel támogatta a csapatot, az az 1993–1994-es másodosztályú bajnokságban már Stadler FC néven szerepelt. A csapat székhelye Akasztó lett, ahol Stadler stadiont is épített, a Stadler FC pedig feljutott az élvonalba, ahol két alkalommal is kilencedik helyen zárt.
Stadler ellen először 1993-ban emeltek vádat. Első fokon 2003 februárjában ítélték kilencéves börtönbüntetésre adó- és áfacsalás miatt, de a Legfelsőbb Bíróság az ítéletet megsemmisítette, majd újbóli eljárást követően négy és féléves fogházbüntetésre ítélte. 2005 januárjában szabadult, de 2011-ben folytatólagos csalás és egyéb bűntettek miatt újabb négy év tíz hónapos börtönbüntetést kapott. 2014-ben egészségi állapota olyannyira megromlott, hogy börtönbüntetését megszakították. Év végén újabb két év tíz hónapos börtönbüntetést kapott, amit a Szegedi Ítélőtábla egybevont az előző ítélettel, majd 2015 márciusában hat év börtönre ítélte. 2016 februárjában szabadult és Akasztóra visszatérve új vállalkozást indított, savanyúságokat kezdett forgalmazni, miközben még fennálló adótartozásai miatt nem jogerősen ötéves börtönbüntetésre ítélték. 2016 nyarán hasnyálmirigyrákot diagnosztizáltak nála.
2017 márciusában a Kecskeméti Törvényszék újabb öt évre ítélte, de az ítélet első fokú meghozatala után a vád súlyosbításért fellebbezett. Stadler József összesen háromszor ült adócsalás vádjával börtönben. Az évben saját, ötrészes könyvsorozatot adott ki, ennek dedikálása közben kapott agyvérzést november elején. Állapota súlyossá vált, kómába esett. A dunaújvárosi kórházban hunyt el november 21-én, 66 éves korában.

## Kötetei
- Peter I'mredy: A Stadler story, 1-5.; Kastély-Bor Kft., Akasztó, 2008–2009
  - 1. A kis juhásztól a nagy felvásárlóig; 2008
  - 2. Beindultak az aranyévek; 2008
  - 3. Az aranyévektől az emberrablók fogságáig; 2008
  - 4. A cégem bukásának története; 2009
  - 5. Végkifejlet és újrakezdés; 2009